# سیدان (خوسف)
سیدان ، روستایی است در دهستان قلعه زری از توابع بخش جلگه ماژان شهرستان خوسف، واقع در استان خراسان جنوبی که بر اساس سرشماری سال ۱۳۸۵ مرکز آمار ایران، جمعیت آن بالغ بر ۱۳۳ نفر بوده است .

## منبع
1. ↑  «پایگاه اینترنتی مرکز آمار ایران». بایگانی‌شده از اصلی در ۱۴ نوامبر ۲۰۰۹. دریافت‌شده در ۲۴ دسامبر ۲۰۰۸.